# دبوسي الأرز البري
دبوسي الأرز البري (الاسم العلمي: Claviceps zizaniae) هو نوع من الفطريات يتبع جنس الدبوسي من الفصيلة الدبوسية.